# 解由状
解由状（げゆじょう）は、古代日本の律令制における、官人交替の際の事務引継ぎ文書である。前任者が役職を果たしたことを確認し後任者へ交替する手続きを解由（げゆ）と呼んだ。平安時代以降、解由状に基づいて行政監査を行う勘解由使が置かれた。

## 概要
解由状に関する規定は、根本法令である大宝律令・養老律令には置かれていなかった。
しかし、ほどなくして、行政の不徹底を防止・監督するため、官人交替のときに前任者と後任者が事務引継ぎを行い、前任の実績に問題がなければ、後任から前任へ事務引継ぎ完了を証明する文書を発給する制度が導入された。この引継ぎ完了の文書が解由状である。前任者は、解由状を式部省へ提出して初めて、次の官職に就くことができた。もし任務の履行不十分（例：田租徴収の未収納など）により、後任から解由状が発給されない場合は、任務を完全に遂行（例：未納田租の徴収）すれば、解由状が発給されることとなっていた。
解由状の制度の導入時期は明確でないが、天平5年（733年）4月5日、解由制を奨励する詔が発令されている（『続日本紀』）。この詔には、天平3年（731年）に解由制の徹底を通達したにもかかわらず、後任の到着前に前任国司が帰京したり、後任が解由状を発給したりしないために前任が次の官職に任命されない、といった状況が発生していたことが記されている。そこで、同詔によって、解由状の発行と式部省への提出を再徹底することが通達されたのである。なお、以上のような解由制は、主に国司の事務引継ぎ（交替）を対象とするものだった。
奈良時代末期から平安時代初期にかけての桓武天皇は、国司の任務遂行の徹底を企図して、延暦元年（782年）、後任が到着して120日経過しても解由状を得られない官司は、厳しい処分を受けることが定められた。さらに延暦16年（797年）ごろ、解由状の審査に当たる勘解由使が新たに設置された。
その後、勘解由使は一旦廃止されるが、天長元年（824年）に再設置されると、解由状の制度にも大きな変化が生じた。従前、解由状を必要とするのは国司だけだったが、内官（京都の各官職）も交替の際には解由状の発給が必要となり、勘解由使の監査対象に加えられた。また、事務引継ぎが不調に終わった場合、解由状の代わりに不与解由状（ふよげゆじょう）を発給することとし、勘解由使の勘判に委ねることが定められた。
『朝野群載』（巻26）には解由には、式解由（交替式に定められた手続を完了して正規の解由状が発給される）・式代解由（不与解由状が出されたが、その原因は前任者以前に起因し、前任者自身の雑怠（不正・過失）が認められなかったために解由状が出される）・己分解由（不与解由状が出されたが、前任者自身の雑怠に由来する損失を弁償したために解由状が出される）・会赦解由（不与解由状が出されたが、恩赦によって雑怠が赦免されたために解由状が出される）の4種類があったことが知られている。正規の解由である式解由以外の3つは9世紀前半に成立し、その背景には延暦14年（795年）に（当時解由の対象であった）国司が自己の公廨稲をもって雑怠による官物の不足分を補填すれば責任を問われないとする「差法填納」が導入されたことがあったとされる。
解由状は、平安前期には有効に機能したと考えられるが、平安中期から後期になると、ある官職を特定の家系が相伝する「官司の家職化」が進行していき、内官の解由状は次第に形骸化していった（官司請負制）。さらに鎌倉時代前期には、受領支配が有名無実化したため、受領の解由状も消滅していった。

### 受領
後任の国司が赴任地（現地）で前任の国司から解由状を受理することを受領（ずりょう）と呼んだ。これに伴い遙任ではなく、現地で行政責任を負った国司を受領と呼ぶようになった。

## 関係項目
- 勘解由使
- 受領